# 톰 앤더슨

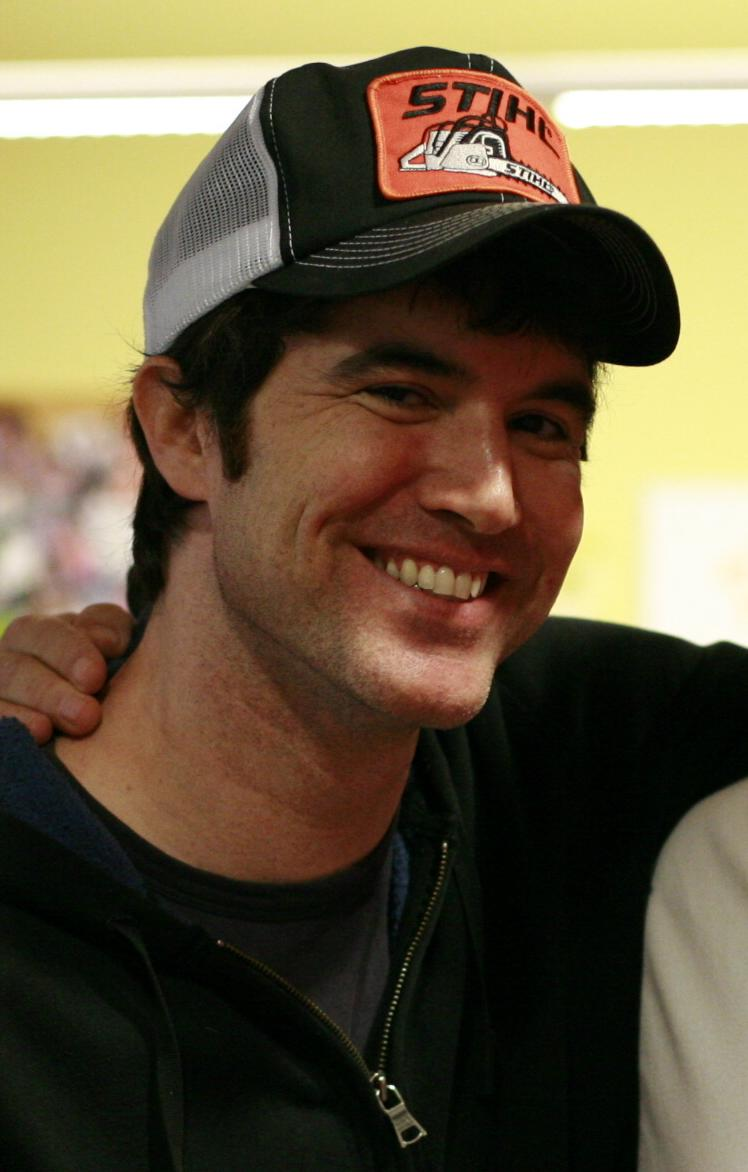
톰 앤더슨

톰 앤더슨(Tom Anderson, 1970년 11월 8일 ~ )은 미국의 기업인으로, 2003년 크리스 디울프와 함께 마이스페이스를 설립하였다.